# 松尾大亮
松尾 大亮（まつお だいすけ、1979年10月26日 - ）は、日本の男性声優。山口県出身。

## 人物
以前はマウスプロモーション、アミュレートに所属していた。
以前は三ツ矢雄二が主宰のミツヤプロジェクトに所属していた。
方言は福岡弁。
趣味は一人旅。

## 出演

### テレビアニメ
2007年
- 機動戦士ガンダム00（2007年 - 2008年、マリナの従者、ヘンリー）
- さぁイコー! たまごっち（ひのたまっち、たいようっち、家来）
- 逮捕しちゃうぞ フルスロットル（男）
- もっけ（野球部員）

2008年
- アリソンとリリア（マイク、聴衆）
- ef - a tale of melodies.（TVの声）
- ゴルゴ13（2008年 - 2009年、警官、警察無線）
- 地獄少女 三鼎（2008年 - 2009年、反町、遠藤保）
- ストライクウィッチーズ（医者）
- S・A〜スペシャル・エー〜（長井まもる、松本、ブティック店主、マーくん、吉川、滝島父の手下）
- 絶対可憐チルドレン（看守）
- To LOVEる -とらぶる-（ブワッツ、カップル男、男子生徒、男子、新郎 他）
- 二十面相の娘（テツ）
- のらみみ（TVの声、ゴンザレス）
- 破天荒遊戯（男）
- ハローキティ りんごの森とパラレルタウン
- マクロスF（委員長、ウィラン大尉、パイロット、ダルフィムオペレーター、生徒 他）
- ロザリオとバンパイア（側近）
- 湾岸ミッドナイト（帝塚良一）

2009年
- アラド戦記〜スラップアップパーティー〜（山賊A）
- キディ・ガーランド（警備隊員B）
- 銀魂（男A、男B、スタッフ）
- 黒神 The Animation（生徒）
- 戦う司書 The Book of Bantorra（2009年 - 2010年、司書A、男B）
- テガミバチ（2009年 - 2010年、団員、住民C、町の男3、紙屋）
- Phantom 〜Requiem for the Phantom〜（ごろつき）

2010年
- Angel Beats!（審判A）
- おおきく振りかぶって 〜夏の大会編〜（上村良一、宮田直正）
- kiss×sis（千葉、教師、通行人）
- 黒執事II（元使用人の男）
- ソ・ラ・ノ・ヲ・ト（兵士C、手下、兵士2）
- 咎狗の血（警官、男）
- 薄桜鬼（御陵衛士）
- みつどもえ（2010年 - 2011年、用務員、警官A、係員、教師、監視員A、オタク）- 2シリーズ
- ひめチェン!おとぎちっくアイドル リルぷりっ（2010年 - 2011年、側近、テレビ音声、運送員A、田中米太、亀千代 他）
- もっとTo LOVEる -とらぶる-（ブワッツ）
- ヨスガノソラ（担任、男性教師）

2011年
- THE IDOLM@STER（不良A）
- 30歳の保健体育（飼育員の土方さん）
- SKET DANCE（吉村、不良B）
- とある魔術の禁書目録II（アンチスキル、ハウンドドッグ、オーソン、デニス、スキルアウト）
- メタルファイト ベイブレード 4D（墓泥棒）

2012年
- ZETMAN（丸山太二）
- 戦国コレクション（係員）
- 探検ドリランド（食い逃げ犯の男）
- 中二病でも恋がしたい！（教師）

2013年
- ビーストサーガ（酒屋、ピラゾンB、クリーナー兵B）

2014年
- 弱虫ペダル（他校生）

### 劇場アニメ
- えいがでとーじょー! たまごっち ドキドキ! うちゅーのまいごっち!?（2007年、フラスコ先生）
- 劇場版 NARUTO -ナルト- 疾風伝（2007年）
- 小鳥遊六花・改 〜劇場版 中二病でも恋がしたい!〜（2013年、教師）

### OVA
2008年
- kiss×sis（男子生徒）

2009年
- 聖闘士星矢 THE LOST CANVAS 冥王神話（冥闘士）
- To LOVEる -とらぶる- OVA（男子生徒）

2010年
- スーパーストリートファイターIV（客）※Xbox 360版限定特典アニメ

2011年
- 合体ロボット アトランジャー（紅剛一、中田瞬）

2012年
- 間の楔 第2期（ジークスB）

2013年
- コープスパーティー Tortured Souls -暴虐された魂の呪叫-（柳掘ヨシカズ）

### ゲーム
2008年
- 剣と魔法と学園モノ。（ディアボロス・男）
- タツノコ VS. CAPCOM CROSS GENERATION OF HEROES
- 乃木坂春香の秘密 こすぷれ、はじめました♥
- 牧場物語 ようこそ!風のバザールへ（シュミット、エーリッヒ）

2009年
- サモンナイトX 〜Tears Crown〜
- ダン←ダム（ダイド）

2010年
- コープスパーティー ブラッドカバー リピーティッドフィアー（柳堀ヨシカズ）

2011年
- コープスパーティー Book of Shadows（柳堀ヨシカズ）
- 侍道4

2012年
- コープスパーティー -THE ANTHOLOGY- サチコの恋愛遊戯♥Hysteric Birthday 2U（柳堀ヨシカズ）

2013年
- DISORDER6

### ドラマCD
- 世界樹の迷宮IV 囚われの巫女と三姉弟（ラット）
- マクロスF 娘ドラ◎ ドラ1（航宙科生徒B）

### 吹き替え
- iCarly
- ガリバー旅行記
- 華麗なるペテン師たち4
- THE TUDORS〜背徳の王冠〜（アンソニー・ ナイバート）
- 殺人の足跡 マーダーランド
- ゾンビリアン（ハーバート）
- TIME/タイム（ルイス）
- ブルーブラッド 〜NYPD家族の絆〜
- ベルベット・スパイダー
- マードック・ミステリー 〜刑事マードックの捜査ファイル〜
- ミディアム6 霊能者アリソン・デュボア

### ラジオ
- 思い出喫茶ヴォヤージュ（WEBラジオ、横田紘一と共にパーソナリティを務める）